# باچاتا (رقص)

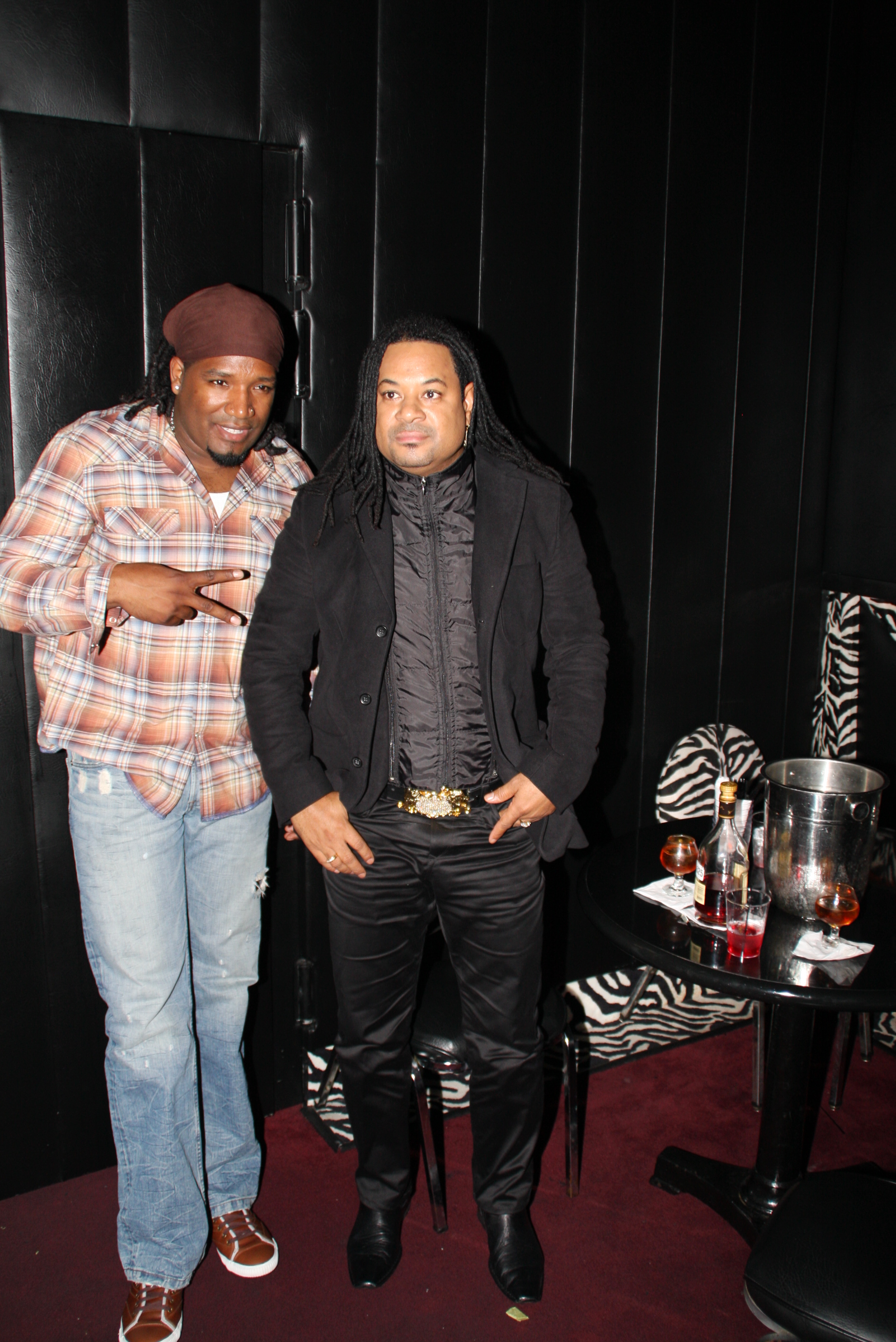
لوئیس وارگاس، از خوانندگان امروزی باچاتا

باچاتا (Bachata) نام نوعی سبک موسیقی و رقص است که در جمهوری دومینیکن ریشه دارد.